# Сборная Азербайджана по футболу (до 19 лет)
Сборная Азербайджана по футболу до 19 лет (азерб. Gənclər arasında U-19 Azərbaycan Milli Futbol komandası) созывается для проведения международных матчей на уровне игроков не старше 19 лет. Управляется Ассоциацией футбольных федераций Азербайджана.

## Отбор к Евро-2024
В отборочном турнире к Евро-2024, который проходил с 15 по 21 ноября 2023 года, Азербайджан попал в Группу 11 к Голландии, Боснии и Герцеговине и Люксембургу. По итогам трёх отборочных игр сборная завоевала 1 очко и заняла последнее место в группе. 
В ходе турнира Азербайджан сыграл вничью с Боснией и Герцеговиной (0:0), проиграл Голландии (1:2) и Люксембургу (1:2).

## Главные тренеры
- Самир Алиев (2019—2021)
- Эльхан Абдуллаев (с 2021)[8][уточнить]
- Агиль Набиев (2023)[9]

## Состав
Согласно данным Ассоциации футбольных федераций Азербайджана.
| Имя                  | Дата рождения             | Клуб                    | Игр (голов) |
| Вратари              | Вратари                   | Вратари                 | Вратари     |
| -------------------- | ------------------------- | ----------------------- | ----------- |
| Полад Мирзазаде      | 5 мая 1995 (30 лет)       | «Локомотив» Баку        |             |
| Эйюб Алиев           | 13 мая 1995 (30 лет)      | «Симург» Закаталы       |             |
| Эльмаддин Мамедов    | 9 октября 1995 (29 лет)   | «АЗАЛ» Баку             |             |
| Защитники            |                           |                         |             |
| Садиг Гулиев         | 9 марта 1995 (30 лет)     | «Габала»                |             |
| Ширмамед Мамедов     | 3 марта 1995 (30 лет)     | «Габала»                |             |
| Шамиль Джамаледдинов | 1 мая 1995 (30 лет)       | «Сумгаит»               |             |
| Адиль Нагиев         | 11 сентября 1995 (29 лет) | «Интер» Баку            |             |
| Эльвин Бадалов       | 14 июня 1995 (30 лет)     | «Зенит» Санкт-Петербург |             |
| Полузащитники        |                           |                         |             |
| Камран Абдуллазаде   | 20 марта 1995 (30 лет)    | «Хазар-Ленкорань»       |             |
| Будаг Насирли        | 15 июля 1996 (29 лет)     | «Туран» Товуз           |             |
| Кенан Манафов        | 20 мая 1995 (30 лет)      | «Нефтчи» Баку           |             |
| Джошгун Диниев       | 13 сентября 1995 (29 лет) | «Интер» Баку            |             |
| Турал Рзаев          | 27 июля 1995 (29 лет)     | «Карабах» Агдам         |             |
| Гумбат Джафаров      | 15 апреля 1995 (30 лет)   | «Габала»                |             |
| Векил Талыбов        | 16 марта 1995 (30 лет)    | «Антальяспор»           |             |
| Давид Караев         | 10 марта 1995 (30 лет)    | «СКА-Энергия» Хабаровск |             |
| Намиг Алескеров      | 3 февраля 1995 (30 лет)   | «Баку»                  |             |
| Нападающие           |                           |                         |             |
| Орхан Алиев          | 21 декабря 1995 (29 лет)  | «Сумгаит»               |             |
| Сейран Мамедов       | 5 июля 1995 (30 лет)      | «Крылья Советов» Самара | [ 10 ]      |
| Руслан Насирли       | 12 января 1995 (30 лет)   | «Сумгаит»               |             |